# Paralympiska sommarspelen 1976
Paralympiska sommarspelen 1976 var de femte paralympiska spelen. De hölls i Toronto, Ontario, Kanada. De kallades även Torontolympiad. 
För första gången hölls paralympiska spel I Kanada, nästa gang blev paralympiska vinterspelen 2010 i Vancouver.

## Invigningsceremoni, anläggningar och avslutningsceremoni
1976 års sommarspel öppnades vid Woodbine Race Track i norra Etobicoke. 
Det fanns ingen by för de aktiva, så de fick bo vid York University (Keele campus), University of Toronto (Erindale?) och CNIB (nationella högkvarteren i Toronto).  Avslutningsceremonin och utomhustävlingarna (främst friidrott) hölls vid Centennial Park Stadium. Centennial Gymnasium och Centennial Park's Olympic Pool var de andra anläggningarna (för inomhustävlingar respektive simning).

## Sporter
Vid 1976 års spel fick amputerade och synskadade vara med för första gången; tidigare fick bara de som satt i rullstol delta. I friidrott tillkom nya rullstolsdistanser på 200 meter, 400 meter, 800 meter och 1500 meter. Skytte och goalball, tidigare demonstrationsssporter, blev officiella medaljgrenar.
- Bågskytte
- Friidrott
- Dart
- Goalball
- Bowls
- Skytte
- Snooker
- Simning
- Bordtennis
- Volleyboll
- Tyngdlyftning
- Rullstolsbasket
- Rullstolsfäktning

## Medaljställning
| Pl. | Nation         | Guld | Silver | Brons | Totalt |
| --- | -------------- | ---- | ------ | ----- | ------ |
| 1   | USA            | 66   | 44     | 45    | 155    |
| 2   | Nederländerna  | 45   | 25     | 14    | 84     |
| 3   | Israel         | 40   | 13     | 16    | 69     |
| 4   | Västtyskland   | 37   | 34     | 26    | 97     |
| 5   | Storbritannien | 29   | 29     | 36    | 94     |
| 6   | Kanada         | 25   | 26     | 26    | 77     |
| 7   | Polen          | 24   | 17     | 12    | 53     |
| 8   | Frankrike      | 23   | 21     | 14    | 58     |
| 9   | Sverige        | 22   | 27     | 24    | 73     |
| 10  | Österrike      | 17   | 16     | 17    | 50     |
| 11  | Australien     | 16   | 18     | 8     | 42     |
| 12  | Mexiko         | 16   | 14     | 9     | 39     |
| 13  | Finland        | 12   | 20     | 18    | 50     |
| 14  | Schweiz        | 10   | 12     | 10    | 32     |
| 15  | Japan          | 10   | 6      | 3     | 19     |
| 16  | Norge          | 9    | 6      | 4     | 19     |
| 17  | Belgien        | 7    | 7      | 8     | 22     |
| 18  | Nya Zeeland    | 7    | 1      | 5     | 13     |
| 19  | Sydafrika      | 6    | 9      | 11    | 26     |
| 20  | Egypten        | 5    | 2      | 1     | 8      |
| 21  | Irland         | 4    | 10     | 6     | 20     |
| 22  | Spanien        | 4    | 6      | 2     | 12     |
| 23  | Argentina      | 3    | 4      | 7     | 14     |
| 24  | Danmark        | 3    | 0      | 3     | 6      |
| 25  | Italien        | 2    | 5      | 11    | 18     |
| 26  | Indonesien     | 2    | 1      | 4     | 7      |
| 27  | Sydkorea       | 1    | 2      | 1     | 4      |
| 28  | Burma          | 1    | 1      | 1     | 3      |
| 29  | Peru           | 1    | 0      | 2     | 3      |
| 30  | Hongkong       | 0    | 1      | 2     | 3      |
| 31  | Brasilien      | 0    | 1      | 0     | 1      |
| 32  | Guatemala      | 0    | 0      | 1     | 1      |
|     | Total          | 447  | 378    | 347   | 1172   |

## Deltagande delegationer
40 delegationer deltog vid spleen i Toronto 1976.
| - Argentina - Australien - Österrike - Bahamas - Belgien - Brasilien - Burma - Kanada - Colombia - Danmark - Ecuador - Egypten - Etiopien - Fiji | - Finland - Frankrike - Storbritannien - Grekland - Guatemala - Hongkong - Indonesien - Irland - Israel - Italien - Japan - Luxemburg - Mexiko | - Nederländerna - Nya Zeeland - Norge - Peru - Polen - Sydafrika - Sydkorea - Spanien - Sverige - Schweiz - Uganda - USA - Västtyskland |